# 2683 Brian
2683 Brian este un asteroid din centura principală, descoperit pe 10 ianuarie 1981 de Norman Thomas.